# WBD Lippmann

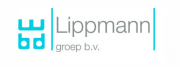
Logo

WBD Lippmann is de naam van een verzekeringsbedrijf (assurantietussenpersoon) in de 19e en 20e eeuw in Nederland.
Het bedrijf is genoemd naar de oprichter: Wilhelmus Bernardus Deodatus Lippmann, geboren 11 juli 1875 te Rotterdam en overleden 28 januari 1945 te Voorburg. Later volgde zoon Theodorus Johannes Maria Lippmann (geboren op 20 augustus 1913 en overleden op 14 januari 1982) hem op en breidde het bedrijf gestaag uit in de jaren '50, '60, '70 en '80. In de jaren 70 traden de drie zonen van T.J.M. Lippmann toe tot het familiebedrijf, waaronder T.W.M. Lippmann (1940-2008) die zitting nam in de directie en verantwoordelijk was voor de vestiging in Rotterdam. In de jaren 80 bezat WBD Lippmann meerdere filialen, verspreid over het gehele land.
WBD Lippmann was een van de allereerste assurantie partijen die de collectieve schoolverzekering in een pakket introduceerde en aanbood op scholen in Nederland, om zodoende incidenten en aansprakelijkheid tijdens schooltijd af te dekken.
Inmiddels is WBD Lippmann, na meerdere rechtsopvolgingen, opgegaan in Meeùs, holding Unirobe Meeùs Groep (UMG), dat op haar beurt onder AEGON valt.